# Ken Kwapis

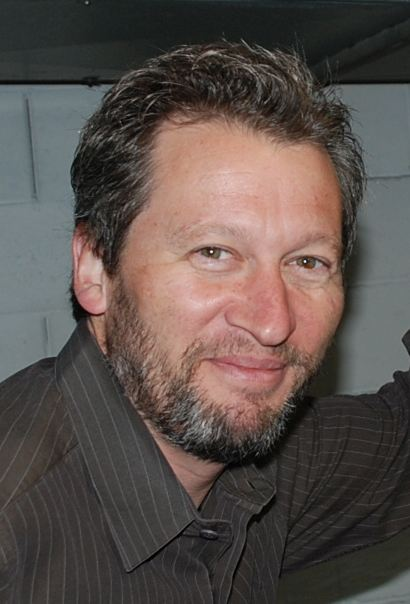
Ken Kwapis 2008

Kenneth William „Ken“ Kwapis (* 17. August 1957 in Belleville, Illinois) ist ein US-amerikanischer Film- und Fernsehregisseur.

## Leben und Wirken
Kenneth William Kwapis wurde im August 1957 in Belleville im US-Bundesstaat Illinois geboren. Er absolvierte ein Studium an der USC School of Cinematic Arts. 1982 wurde er für seinen Abschlussfilm bei den Student Academy Awards ausgezeichnet. Sein Debüt als Regisseur gab er 1983 mit der Inszenierung einer Episode der Reihe CBS Afternoon Playhouse. Zwei Jahre darauf drehte er mit Bibos abenteuerliche Flucht seinen ersten Spielfilm. Es folgten verschiedene Film- und Fernsehproduktionen, wobei er sich vor allem auf Komödien konzentriert. So inszenierte Kwapis bspw. in den Jahren 2000 bis 2004 zwanzig Episoden der Fernsehserie Malcolm mittendrin. Sein Schaffen als Regisseur umfasst mehr als 40 Produktionen.
Für die Inszenierung einer Episode der Fernsehserie Das Büro war Kwapis 2002 für einen Emmy nominiert. 2007 wurde er zusammen mit dem übrigen Team hierfür mit dem Daytime Emmy ausgezeichnet.

## Filmografie (Auswahl)
- 1985: Bibos abenteuerliche Flucht (Follow that Bird)
- 1988: Vibes – Die übersinnliche Jagd nach der glühenden Pyramide (Vibes)
- 1991: Na typisch! (He Said, She Said)
- 1996: Dunston – Allein im Hotel (Dunston Checks In)
- 1997: Mein Liebling, der Tyrann (The Beautician and the Beast)
- 1999–2000: Emergency Room – Die Notaufnahme (ER, Fernsehserie, zwei Episoden)
- 1999–2000: Voll daneben, voll im Leben (Freaks and Geeks, Fernsehserie, zwei Episoden)
- 2000–2004: Malcolm mittendrin (Malcolm in the Middle, Fernsehserie, 20 Episoden)
- 2005: Eine für 4 (The Sisterhood of the Traveling Pants)
- 2005–2009, 2013: The Office (Fernsehserie, 13 Episoden)
- 2007: Lizenz zum Heiraten (License to Wed)
- 2009: Er steht einfach nicht auf Dich (He’s Just Not That Into You)
- 2010: Parks and Recreation (Fernsehserie, Episode 2x16)
- 2012: Der Ruf der Wale (Big Miracle)
- 2015: Picknick mit Bären (A Walk in the Woods)
- 2015: Happyish (Fernsehserie, vier Episoden)
- 2016–2017: One Mississippi (Fernsehserie, vier Episoden)
- 2017–2019: Santa Clarita Diet (Fernsehserie, fünf Episoden)
- 2020: #blackAF (Fernsehserie, drei Folgen)
- 2022: Space Force (Fernsehserie)